# 铅色芋螺
铅色芋螺（学名：Conus scabriusculus），是新腹足目芋螺科芋螺属的一种。主要分布于越南、印度尼西亚、中国大陆、台湾，常栖息在低潮线下。
有意見認為該物種與是同一物種。